# Сценарист
Сценарист (в областта на киното киносценарист) е авторът на текста, по който се заснема филм или се развива телевизионна, радио или друга програма – сценарий. В театъра същата функция се изпълнява от драматурга, чието дело е текстът на пиесата.
В киното има автори, които предпочитат да са едновременно и сценаристи, и режисьори на произведенията си (вж. Чаплин, Хичкок, Уди Алън, Вендерс).
Едни от най-известните киносценаристи, специализирани единствено в писането на филмовия скрипт, са Пол Шрайдър, Жан-Клод Кариер, Чарли Кауфман.